# Scopula cheimerinaria
Scopula cheimerinaria är en fjärilsart som beskrevs av Hans Rebel 1928. Scopula cheimerinaria ingår i släktet Scopula och familjen mätare. Inga underarter finns listade.